# Цорн, Андерс
А́ндерс Леонард Цорн (швед. Anders Leonard Zorn; 18 февраля 1860[…], Мура или Мура, Коппарберг[…] — 22 августа 1920[…], Мура, Коппарберг) — шведский живописец, график, фотограф и скульптор, известный главным образом по оригинальной салонной живописи и светскому портрету. Среди его моделей были король Швеции Оскар II, президенты США Гровер Кливленд, Уильям Тафт, Теодор Рузвельт.

## Биография
Родился и вырос на фамильной ферме, принадлежавшей родителям матери в Иврадене, в пригороде Муры. Творческие способности пробудились в нём рано. Любил вырезать фигурки из дерева, в дальнейшем он занимался скульптурой, хотя в основном и отдавал предпочтение живописи и графике. До двенадцати лет учился в школе Мура-Странд, а до осени 1872 года в гимназии в Энчёпинге. В пятнадцать лет переехал в Стокгольм. Учился в Художественно-промышленной школе (1875—1877) и Академии художеств (1877—1881) в Стокгольме; в 1882—1885 работал в Великобритании, в 1888—1896 — в Париже, посещал Италию, Испанию, Россию, США. В студенческие годы рисовал на заказ. Так он познакомился с Эммой Ламм, его будущей женой. А. Цорн много путешествовал, посетил Россию (1897), Северную Африку, Палестину, США, Мексику.

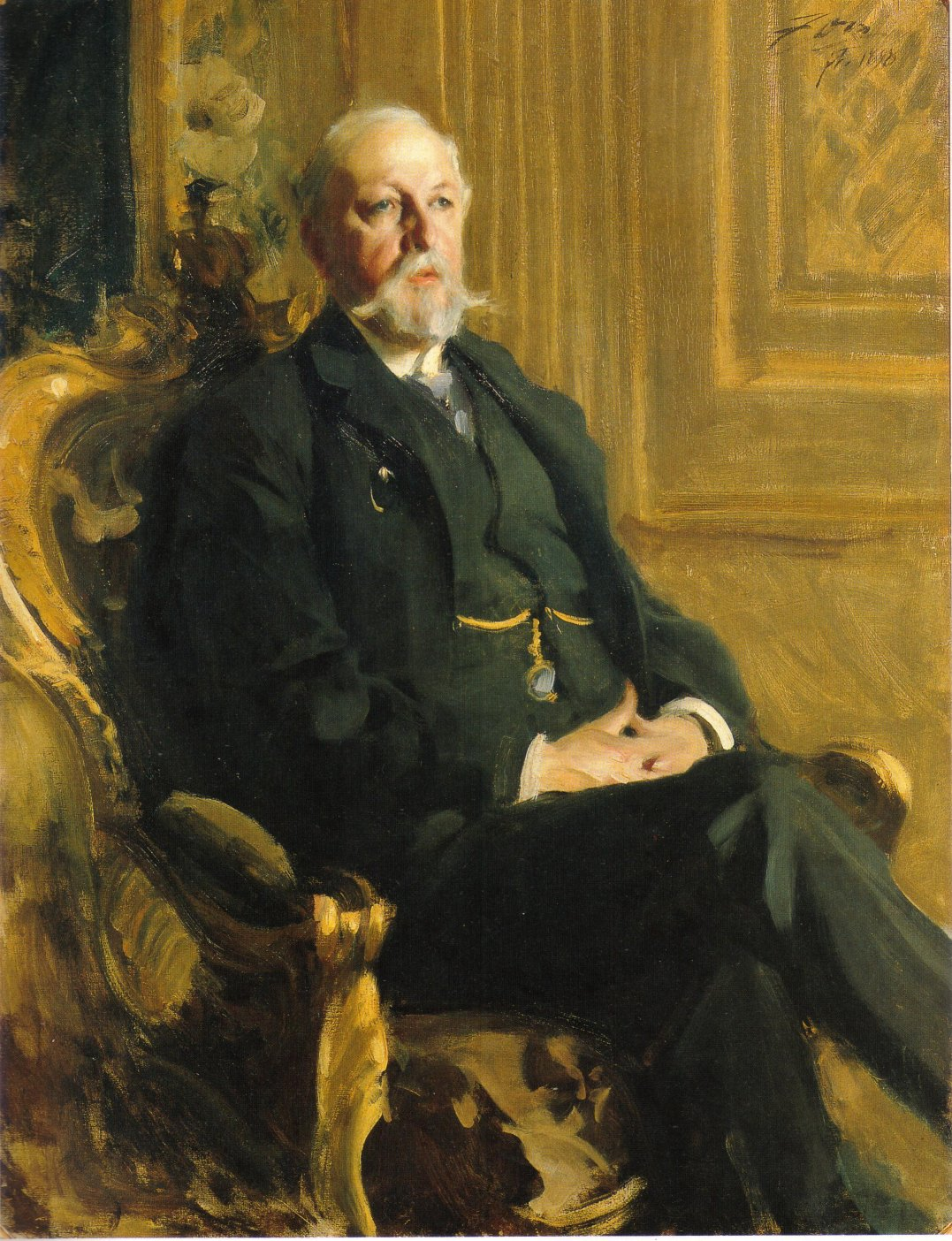
Оскар II. 1898

Испытав влияние импрессионизма, Цорн работал в свободной и виртуозной, почти эскизной манере, сочно и смело лепя формы широким мазком («Танец в Иванову ночь», 1897, «Тост», 1897, «Девушки в бане», 1906, — всё в Национальном музее, Стокгольм). Индивидуальность модели, своеобразие мимики, жеста, мимолётного выражения лица остро схвачены в портретах Цорна (Портрет С. И. Мамонтова, 1896, Государственный музей изобразительных искусств, Москва). Мягкая обобщённость пластической формы свойственна созданным Цорном бронзовым статуэткам.
Особенную популярность Цорну принесли виртуозно выполненные офорты, эту технику он начал осваивать с 1882 года и создал более трёхсот произведений. Цорн работал одним свободным штрихом, варьируя его насыщенность, не используя контурных линий и перекрёстной штриховки, чем создавал ощущение мерцающей, ускользающей свето-воздушной среды. Это был подлинный импрессионизм в графике. Офорты Цорна имели громадный успех у художников и публики, вызвали множество подражаний. Наиболее известны «Автопортрет с женой» (1890), «Омнибус» (1891), «Портрет Эрнеста Ренана» (1892), «Купальщица» (1896),«Мадонна» (1900).
Александр Бенуа, побывавший в 1906 году на выставке Цорна в Париже в галерее Дюран-Рюэля оставил такой отзыв о его произведениях: 

«Странное впечатление произвела на меня эта выставка. Картины Цорна не изменились. Они так же свежи, красочны и светлы, как были десять и двадцать лет тому назад, и в этом, разумеется, их большое техническое достоинство. Но все наше отношение к этому искусству изменилось, и теперь получается впечатление, точно давно знакомые картины, которые когда-то нравились, искажены и даже заменены другими, которые уже не могут нравиться и которые даже „отталкивают“. Цорн ещё не отошел в историю, он ещё не способен вызывать того умиленного чувства, которое так остро и сладко волнуют в нас вещи, говорящие об исчезнувшем. Искусство Цорна только ещё вчерашнего дня, и именно „вчерашний“ день кажется иногда менее близким, нежели эпоха, бывшая 200, 300 лет тому назад.»